# 태양은 다시 떠오른다
《태양은 다시 떠오른다》(The Sun Also Rises, 1926) 또는 《해는 다시 떠오른다》는 어니스트 헤밍웨이의 장편소설이다. 파리시절에 거트루드 스타인 여사에게 문학상의 지도를 받고 이 작품으로써 결실을 맺었다. ‘잃어버린 세대’(Lost Generation)의 대표적 작품으로서 호평을 받았다.

## 줄거리
인 제이크 반스는 미국인이지만 파리에서 언론인으로 활동하고 있다. 그는 제1차 세계대전에서 성기 부위에 부상을 당해 성불구가 되었지만, 병원에서 만난 브렛 애슐리와 사랑하는 사이이다. 현 시점에서 브렛 애슐리는 이미 두번 이혼했고 지금은 마이크 캠벨과 약혼한 사이이다. 소설의 제1부는 주인공과 그의 친구들의 파리에서의 사교생활에 관한 이야기이다. 여기서 로버트 콘은 브렛 애슐리에 대해 연정을 품게 된다. 제2부에서 주인공 일행은 에스파냐 팜플로나 지방으로 투우 축제를 보기 위해 여행을 떠난다. 여기서 유대인으로 불리는 로버트 콘은 마이크 캠벨, 주인공 등과 갈등을 벌인다. 한편 브렛 애슐리는 유명한 19세의 투우사 로메로와 사랑에 빠지고 로버트 콘은 그를 때려눕힌다. 브렛과 로메로는 한때 도망을 치지만 로메로가 브렛을 떠나고, 브렛은 다시 주인공에게 도움을 청해 두 사람은 재회하게 된다.